# Stanisław z Proszowic
Stanisław z Proszowic – syn Bernarda. W roku 1462 występował jako wikariusz krakowski a w 1478 jako prezbiter kościoła św. Anny w Krakowie. Najprawdopodobniej w 1489 roku (lub wcześniej) został kapelanem królewicza, przyszłego króla Jana Olbrachta. Przed rokiem 1520 został z poparcia królewskiego plebanem w Koninie. Podarował temu kościołowi srebrny pacyfikał opatrzony datą 1498.